# Pekao Open 2021
Il Pekao Open 2021 è stato un torneo maschile di tennis professionistico. È stata la 28ª edizione del torneo, facente parte della categoria Challenger 125 nell'ambito dell'ATP Challenger Tour 2021, con un montepremi di 132 280 €. Si è svolto dal 13 al 19 settembre 2021 sui campi in terra rossa del Wojska Polskiego di Stettino, in Polonia.

## Partecipanti

### Teste di serie
| Nazionalità | Giocatore               | Ranking* | Testa di serie |
| ----------- | ----------------------- | -------- | -------------- |
| Spagna      | Albert Ramos Viñolas    | 48       | 1              |
| Spagna      | Pablo Andujar           | 2        |                |
| Spagna      | Pedro Martínez          | 75       | 3              |
| Italia      | Marco Cecchinato        | 81       | 4              |
| Rep. Ceca   | Jiří Veselý             | 90       | 5              |
| Brasile     | Thiago Monteiro         | 93       | 6              |
| Spagna      | Roberto Carballés Baena | 95       | 7              |
| Italia      | Stefano Travaglia       | 100      | 8              |

* Ranking al 30 agosto 2021.

### Altri partecipanti
I seguenti giocatori hanno ricevuto una wild card per il tabellone principale:
- Daniel Michalski
- Pawel Cias
- Albert Ramos Viñolas

Il seguente giocatore ha avuto accesso al tabellone principale come alternate:
- Andrea Pellegrino

I seguenti giocatori sono passati dalle qualificazioni:
- Alex Rybakov
- Vitaliy Sachko
- Nicola Kuhn
- Aleksej Vatutin

I seguenti giocatori hanno avuto accesso al tabellone principale come lucky loser:
- Jesper de Jong
- Matteo Martineau

## Campioni

### Singolare
- Zdeněk Kolář ha sconfitto in finale  Kamil Majchrzak con il punteggio di 7–6(4), 7–5.

### Doppio
- Santiago González /  Andrés Molteni hanno sconfitto in finale  André Göransson /  Nathaniel Lammons con il punteggio di 2–6, 6–2, [15–13].